# Fusible de cartucho
Fusible utilizado en las instalaciones eléctricas en domicilios. Es una forma más evolucionada y segura que los Fusibles de rosca. Está situado en un cuerpo de porcelana, dentro del cual se coloca un cartucho, dentro del cual está el conductor fusible. Esos cartuchos se venden con el conductor y ofrecen dificultades para repararlo, asegurando así que el que se instala es de capacidad requerida, porque debe ser nuevo. Se denominan tipo "DIAZED". En la parte superior de dichos cartuchos hay una chapita de colores convencionales de acuerdo con la intensidad nominal.
Un Fusible de cartucho funciona con 2 extremos metálicos (conductores) los cuales se conectan a través de un hilo de cobre.
Al pasar cierta cantidad de corriente (dependiendo del calibre y potencia el cartucho)  se rompe el hilo para evitar daños a los equipos conectados.
- Datos: Q5871813